# Родриго Пачеко-и-Осорио
Родри́го Паче́ко-и-Осо́рио, 3-й маркиз Серральбо (исп. Rodrigo Pacheco y Osorio; 1580, Сьюдад-Родриго — 16 апреля 1652, Мадрид) — испанский дворянин, инквизитор Вальядолида и XV-й вице-король Новой Испании (1624—35).